# Creatures of the Night
《Creatures of the Night》는 1982년 10월 28일에 발매된 미국의 하드 록 밴드 키스의 열 번째 정규 음반이다. 그것은 키스가 그 때까지 녹음했던 유일한 레이블인 카사블랑카 레코드의 마지막 음반이었다. 이 음반은 카사블랑카 설립자이자 초기 키스 지지자인 닐 보가트를 추모하기 위해 헌정되었다. 이 음반은 또한 에이스 프레일리가 공식 멤버로 인정받아 녹음한 마지막 음반이며, 비니 빈센트가 초기에 인정받지 못한 리드 기타리스트로 참여한 첫 음반이다(빈센트는 나중에 인정받았지만 1985년 재발행 음반의 커버에 실리지 않았다). 이 음반은 1998년 발매된 《Psycho Circus》까지 그들의 트레이드마크 분장을 한 이 밴드가 참여한 키스의 마지막 음반이기도 했다.

## 배경
이 음반은 키스가 《Destroyer》와 《Love Gun》으로 상업적 성공을 이루도록 도왔던 하드 록 스타일로 돌아가기 위한 의식적인 노력을 대변했다. 그들의 팝 지향적인 음반인 《Dynasty》와 《Unmasked》는 1981년 《Music from "The Elder"》로 바닥을 치며 인기 하락을 시작했다.
첫 번째 주요 요소는 작곡가이자 기타리스트인 비니 빈센트로, 그는 음반 공동작곡가인 애덤 미첼에 의해 밴드에 소개된 후 곧 에이스 프레일리를 대신하여 밴드의 새로운 리드 기타리스트가 되었다. 프레일리는 음반에서 연주하지 않았지만, 계약적이고 상업적인 이유로 그의 얼굴은 여전히 음반 커버에 실렸다. 프레일리는 《Dynasty》 이후 밴드에게 헤비한 록 음반을 만들라고 강요해왔고, 《Creatures of the Night》의 시기에 그는 밴드에 완전히 환멸을 느꼈다. 이 투어에서 빈센트는 폴 스탠리에 의해 급하게 디자인된 이집트 앙크 메이크업으로 소개되었다. 1985년 키스는 진 시몬스, 스탠리, 에릭 카, 그리고 당시 기타리스트였던 브루스 큘릭이 참여한 커버로 음반을 다시 발매했다. 비니 빈센트는 1985년까지 밴드를 떠난 지 오래되었다.
1982년까지 키스의 인기는 음악 취향의 변화와 거의 하드 록의 포기 때문에 곤두박질쳤다. 1979년의 《Dynasty》는 상업적으로 성공했지만 디스코향의 트랙 〈I Was Made for Lovin' You〉로 많은 팬들을 소외시켰다. 1980년대의 《Unmasked》는 팝 음악에 더 빠져들었고, 1975년의 《Dressed to Kill》 이후 키스의 첫 번째 음반이었다. 이 밴드는 《Unmasked》를 위해 미국을 순회하지도 않았고, 곧 첫 라인업 변경에 직면하게 되었다. 《Unmasked》 녹음 세션에 전혀 참여하지 않았던 창립 멤버 피터 크리스가 1980년에 공식적으로 키스를 떠났고, 에릭 카로 대체되었다.

## 녹음
1982년 7월 《Creatures of the Night》의 녹음 세션이 시작되었을 때, 키스는 본질적으로 3인조였다. 프레일리는 여전히 밴드와 함께 참여했지만 키스와의 음악적 관계는 거의 끝나가고 있었다. 프레일리는 음반 홍보에 완전히 기분이 언짢아 보였다. 밴드가 녹음된 트랙에 립싱크를 하는 경우, 그는 그 소재를 알지 못했다. 프레일리는 음반이 발매되고 짧은 유럽 홍보 투어가 끝난 후에야 키스를 공식적으로 탈퇴했다. 미국에서 열린 Creatures of the Night Tour/10th Anniversary Tour에서 프렐리를 대신한 리드 기타는 비니 빈센트였는데, 비니 빈센트는 앙크 메이크업을 채택했다.
음악적으로, 프로그레시브 록인 《Music from "The Elder"》와 《Dynasty》 팝과 《Unmasked》는 《Creatures of the Night》에 완전히 빠져서, 이 그룹이 그 당시에 만든 음반 중 가장 헤비한 음반으로 만들었다. 《Creatures of the Night》의 유일한 발라드인 〈I Still Love You〉는 키스가 이전에 발표한 발라드보다 무겁고 어두웠다. 또한 무거운 사운드에 기여한 것은 카의 드럼 스타일이었는데, 이것은 크리스의 재즈 영향을 받은 스타일보다는 존 본햄의 드럼과 더 비슷했다. 이 음반의 초기 프레스 중 일부는 실수로 존 쿠거의 《American Fool》의 한 면 전체를 수록했다. 당시 키스와 쿠거는 모두 머큐리 레코드의 우산 아래 있었다.
《Creatures of the Night》는 시몬스나 스탠리 둘 중 한 명이 모든 보컬을 전담하는 최초의 키스 음반이다. 이 그룹의 모든 이전 스튜디오 음반에는 다른 밴드 멤버의 리드 보컬이 있는 노래가 적어도 한 곡 들어 있었다. 이 밴드는 〈I Love It Loud〉의 비디오를 공개했고, MTV에서 중간 정도의 방송을 받았다. 그것은 회전 포탑이 폭발하는 거대한 금속 탱크로서 카의 드럼 키트를 특징으로 하는 무대 장치였다. 키스가 《Creatures of the Night》의 음악을 반영하는 비디오를 제작하려고 시도했을 때, 화염과 폭발 또한 풍부했다. 프레일리는 이 비디오에 리듬 기타리스트로 출연했고 스탠리는 일곱 음의 독주를 연주하는 것을 보여주었다.

## 커버
1982년 원판, 1985년 재발행판(밤의 창조물 밴드의 멤버가 아니었던 브루스 큘릭의 피처링과 화장하지 않은 나머지 밴드), 1997년 리마스터판(원판과 동일하지만 로고와 글자가 약간 변형된 것) 등 세 가지 공식 변형이 존재한다. 1985년 비메이크업 음반에서는 《Creatures of the Night》를 리믹스했고 〈Saint and Sinner〉와 〈Killer〉는 서로 좌우로 교환되었다. 불법 복제된 비니 빈센트 커버는 CD로 발매되지 않았지만, 빈센트 커버의 특별한 이름은 〈Hiding from Tomorrow〉이다. 가끔 이베이에 나타나 빈센트가 화장한 브라질 홍보판이라고 주장하는 불법 복제 LP도 있다.

## 평가
| 전문가 평가   | 전문가 평가 |
| 평가 점수     | 평가 점수   |
| 출처          | 점수        |
| ------------- | ----------- |
| Allmusic      | [ 5 ]       |
| Rolling Stone | [ 6 ]       |
| Pitchfork     | (1.5/10)    |
| Vista Records | (4.25/5)    |

긍정적인 평가에도 불구하고, 이 음반은 밴드의 이전 세 음반의 음악적 실험이 밴드의 미국 팬 층에 타격을 입혔고, 《Music from "The Elder"》(《Music from "The Elder"》의 75위에 비해 45위) 보다 높은 순위를 기록했음에도 불구하고, Creatures of the Night는 1994년까지 골드 지위를 얻지 못했다. 이 음반은 1982년 최고의 하드 록 음반 목록에서 5위에 오른 《케랑!》과 《기타 월드》 잡지들 모두 비판적인 인정을 받을 것이다. 카는 인터뷰에서 《Creatures of the Night》가 자신이 가장 좋아하는 키스 음반이라고 언급했다. 시몬스와 스탠리는 1977년 이후 이 밴드의 음반에 대해 대체로 무시해왔으며, 《Creatures of the Night》를 그들의 더 강한 노력 중 하나로 여겼다.
《Creatures of the Night》는 1994년 5월 9일 미국 음반 산업 협회에 의해 골드 인증을 받았다. 이 음반은 1983년 브라질에서 10만 장 판매로 골드를 인증받았다.

## 곡 목록
| #  | 제목                       | 작사·작곡                          | 리드 보컬 | 재생 시간 |
| -- | -------------------------- | ---------------------------------- | --------- | --------- |
| 1. | 〈Creatures of the Night〉 | 폴 스탠리, 애덤 미첼               | 스탠리    | 4:02      |
| 2. | 〈Saint and Sinner〉       | 진 시몬스, 미켈 얍                 | 시몬스    | 4:50      |
| 3. | 〈Keep Me Comin'〉         | 스탠리, 미첼                       | 스탠리    | 3:55      |
| 4. | 〈Rock and Roll Hell〉     | 시몬스, 브라이언 애덤스, 짐 밸런스 | 시몬스    | 4:11      |
| 5. | 〈Danger〉                 | 스탠리, 미첼                       | 스탠리    | 3:54      |

| #  | 제목                 | 작사·작곡              | 리드 보컬 | 재생 시간 |
| -- | -------------------- | ---------------------- | --------- | --------- |
| 6. | 〈I Love It Loud〉   | 시몬스, 비니 빈센트    | 시몬스    | 4:15      |
| 7. | 〈I Still Love You〉 | 스탠리, 빈센트         | 스탠리    | 6:06      |
| 8. | 〈Killer〉           | 시몬스, 빈센트         | 시몬스    | 3:19      |
| 9. | 〈War Machine〉      | 시몬스, 애덤스, 밸런스 | 시몬스    | 4:14      |

## 인증
| 국가                       | 인증 | 판매량/출하량 |
| -------------------------- | ---- | ------------- |
| 미국 (RIAA)                | 골드 | 500,000^      |
| ^출하량을 기반으로 한 인증 |      |               |